# Augusto Guillén
Augusto Guillén Vargas (Punata, Cochabamba, 12 de octubre de 1954) es un exfutbolista boliviano. Se desempeñaba como delantero.

## Trayectoria

### Inicios en Cosmos de Cliza
Se inició en el club Cosmos de Cliza, club en el que jugó hasta sus 22 años.

### Petrolero de Cochabamba (1976-1988)
En 1976 fue contratado por el Petrolero de Cochabamba, para integrar el equipo de cuartas especiales.
En 1977 debuta con el primer equipo, en el primer torneo de la Liga del Fútbol Profesional Boliviano.
En este período Guillén fue uno de los jugadores más importantes para Petrolero, aportando para conseguir el invicto de 21 partidos en la Liga, además se convirtió en segundo goleador histórico con 47 goles.
En 1988, finalmente Petrolero se retiraba de la Liga y Guillén se quedó sin club. Fue llamado por Windsor del Llano para integrar el  equipo de Jorge Wilstermann pero por cuestiones de trabajo se trasladó a Trinidad. En 1989 también fue tentado por dirigentes del Club Always Ready para intregar su equipo pero no se llegó a concretar su traspasó.
Luego de 3 años de inactividad, regresaría para jugar en Real Beni hasta 1994 y en 1995 ficharía por Aurora, club en el cual se retiró.

## Selección nacional

### Categorías inferiores
Fue convocado por Luis Terán a la selección nacional sub-20 que disputó el Sudamericano de Ecuador 1981, en el que Bolivia obtuvo el cuarto puesto, debutando en el primer partido contra Uruguay y en el cual marcaría el gol del empate.
| Torneo                      | Sede    | Resultado    |
| --------------------------- | ------- | ------------ |
| Sudamericano Sub-20 de 1981 | Ecuador | Cuarto lugar |

### Selección absoluta
Fue convocado en diversas ocasiones para integrar la Selección de fútbol de Bolivia.

## Clubes
| Club                    | País    | Año         |
| ----------------------- | ------- | ----------- |
| Petrolero de Cochabamba | Bolivia | 1976 - 1988 |
| Real Beni               | Bolivia | 1991 - 1994 |
| Aurora                  | Bolivia | 1995        |